# Heteroiulus intermedius
Heteroiulus intermedius är en mångfotingart som först beskrevs av Henri W. Brölemann 1892.  Heteroiulus intermedius ingår i släktet Heteroiulus och familjen kejsardubbelfotingar. Inga underarter finns listade i Catalogue of Life.